# Sicherer Herkunftsstaat (Deutschland)
Sicherer Herkunftsstaat ist ein Rechtsbegriff aus dem deutschen Asylrecht. Er wird in Artikel 16a des Grundgesetzes der Bundesrepublik Deutschland eingeführt und in § 29a Asylgesetz (AsylG) definiert. Die 1993 in Kraft getretene Regelung ist einer der fünf Bausteine des so genannten Asylkompromisses, die auf die Änderung des Art. 16 und die Einfügung des Artikels Art. 16a des Grundgesetzes folgte.
Als sichere Herkunftsstaaten gelten Länder, von denen der Gesetzgeber annimmt, eine politische Verfolgung finde dort nicht statt. Asylanträge von Menschen aus als sicher eingestuften Herkunftsstaaten werden in der Regel abgelehnt, sofern nicht besondere Umstände dagegen sprechen. Zuwanderer aus diesen Ländern können leichter abgeschoben werden.
Derzeit gelten als „sichere Herkunftsstaaten“ (Stand 23. Dezember 2023):
- die Staaten der Europäischen Union,
- die sechs Westbalkanstaaten Albanien, Bosnien und Herzegowina, Kosovo, Montenegro, Nordmazedonien sowie Serbien[1]
- die afrikanischen Staaten Ghana und Senegal
- Georgien und Moldau[2]

Rechtlich wird das Gesetz von der 2013 beschlossenen Richtlinie 2013/32/EU (Asylverfahrensrichtlinie) mit weiteren Vorgaben ergänzt. Als Richtlinie ist diese inhaltlich, jedoch nicht hinsichtlich Form und genauer Ausgestaltung für die EU-Mitgliedsstaaten verbindlich. Sie ersetzt die 2005 beschlossene, jedoch vom Europäischen Gerichtshof 2008 für nichtig erklärte Richtlinie 2005/85/EG. Die EU-Richtlinie sieht unter anderem eine europaweite Liste sicherer Herkunftsstaaten mit möglichen, von den Mitgliedsstaaten zusätzlich ergänzten Listen vor. Eine derartige europaweite Liste ist bisher aus politischen Gründen nicht umgesetzt worden.
Das Prinzip des sicheren Herkunftsstaates ist nicht mit dem Prinzip des sicheren Drittstaates zu verwechseln, das die Asylantragstellung im ersten Einreiseland des Schengen-Raums festschreibt.

## Definition

### Rechtliche Regelung
Art. 16a Absatz 3 des deutschen Grundgesetzes lautet:

„(3) Durch Gesetz, das der Zustimmung des Bundesrates bedarf, können Staaten bestimmt werden, bei denen auf Grund der Rechtslage, der Rechtsanwendung und der allgemeinen politischen Verhältnisse gewährleistet erscheint, daß dort weder politische Verfolgung noch unmenschliche oder erniedrigende Bestrafung oder Behandlung stattfindet. Es wird vermutet, daß ein Ausländer aus einem solchen Staat nicht verfolgt wird, solange er nicht Tatsachen vorträgt, die die Annahme begründen, daß er entgegen dieser Vermutung politisch verfolgt wird.“

Weiter ausgeführt wird das Prinzip des sicheren Herkunftsstaates im § 29a AsylG:

„(1) Der Asylantrag eines Ausländers aus einem Staat im Sinne des Artikels 16a Abs. 3 Satz 1 des Grundgesetzes (sicherer Herkunftsstaat) ist als offensichtlich unbegründet abzulehnen, es sei denn, die von dem Ausländer angegebenen Tatsachen oder Beweismittel begründen die Annahme, dass ihm abweichend von der allgemeinen Lage im Herkunftsstaat politische Verfolgung droht.
(2) Sichere Herkunftsstaaten sind die Mitgliedstaaten der Europäischen Union und die in Anlage II bezeichneten Staaten.
(3) Die Bundesregierung bestimmt durch Rechtsverordnung ohne Zustimmung des Bundesrates, dass ein in Anlage II bezeichneter Staat nicht mehr als sicherer Herkunftsstaat gilt, wenn Veränderungen in den rechtlichen oder politischen Verhältnissen dieses Staates die Annahme begründen, dass die in Artikel 16a Abs. 3 Satz 1 des Grundgesetzes bezeichneten Voraussetzungen entfallen sind. Die Verordnung tritt spätestens sechs Monate nach ihrem Inkrafttreten außer Kraft.“

Daraus folgt, dass Asylanträge von Menschen aus sicheren Herkunftsländern als „offensichtlich unbegründet“ abgelehnt werden. Ein derartiger Asylantrag kann nur positiv beschieden werden, wenn der Antragsteller nachweisen kann, dass eine politische Verfolgung bestehe.
Wenn den Antragstellern kein Asyl gewährt wird und die Eigenschaft als Flüchtling nicht anerkannt bzw. subsidiärer Schutz nicht gewährt wird, erlässt das Bundesamt für Migration und Flüchtlinge nach § 34 Absatz 1 AsylG eine Abschiebungsandrohung. In offensichtlich unbegründeten Fällen beträgt die Ausreisefrist eine Woche, in sonstigen Fällen nach § 38 Absatz 1 AsylG einen Monat. Die Frist für eine mögliche Klage gegen die Anordnung beträgt eine Woche, wobei Klagen keine aufschiebende Wirkung haben.
Für Asylbewerber hat eine Einstufung ihres Herkunftsstaats als sicherer Herkunftsstaat direkte Auswirkungen: Nach den Bestimmungen § 30a AsylG, der im Rahmen des Asylpakets II neu eingeführt wurde, sollen die Betroffenen – ohne zeitliche Begrenzung bis zum Ende des Asylverfahrens bzw. bis zu ihrer Ausreise – in „besonderen Aufnahmeeinrichtungen“ wohnen. Asylbewerber aus sicheren Herkunftsstaaten, die ihren Antrag nach dem 31. August 2015 gestellt haben, unterliegen einem Arbeitsverbot, das während des Asylverfahrens gilt und das fortbesteht, falls sie nach einem negativen Asylbescheid eine Duldung erhalten. Zudem haben sie keinen Zugang zu Integrationskursen und dürfen sich nicht beim Bundesfreiwilligendienst engagieren.
Vor der Einstufung eines Staats zu einem sicheren Herkunftsland muss die Bundesregierung sowohl die politischen Verhältnisse wie auch die rechtliche Lage und tatsächliche Anwendung des Rechts überprüfen. Da die Einschätzung auch eine Prognose über die weitere Entwicklung der Sicherheit in einem weiteren Land umfasst, obliegt der Verwaltung – in diesem Falle der Bundesregierung – hierbei ein Einschätzungs- und Wertungsspielraum.

### Sichere Herkunftsländer

Sichere Herkunftsländer

Als sichere Herkunftsländer gelten – neben den Ländern der Europäischen Union – die in Anlage II zum Asylgesetz genannten Ländern:
- Albanien (seit 2015)
- Bosnien und Herzegowina (seit 2014[6])
- Georgien (seit 2023[7])
- Ghana (seit 1993)
- Kosovo (seit 2015)
- Moldau (seit 2023[8])
- Montenegro (seit 2015)
- Nordmazedonien (seit 2014)
- Senegal (seit 1993, mit halbjähriger Ausnahme 1995)
- Serbien (seit 2014)

Auf der in Anlage II genannten Liste standen zwischenzeitlich auch die folgenden Länder:
- Bulgarien (1993–2007[9])
- Gambia (1993–1995[10])
- Polen (1993–2007)
- Rumänien (1993–2007)
- Slowakei (1993–2007)
- Tschechien (1993–2007)
- Ungarn (1993–2007)

Außer bei Gambia war bei allen anderen Ländern der Beitritt zur Europäischen Union der Grund für die Streichung, denn mit dem Beitritt fielen diese Länder in den direkten Anwendungsbereich von § 29 a Abs. 2 AsylG.

## Geschichte

### Kontext
Nach Ulrich Herbert war die Asyl- und Flüchtlingspolitik Ende der 1980er/Anfang der 1990er in der Bundesrepublik durch drei strukturelle Probleme gekennzeichnet:
Erstens habe die klassische Definition der politischen Verfolgung auf die Wirklichkeit der Verfolgung in vielen Ländern nicht mehr zugetroffen, was dazu geführt habe, dass viele Asylbewerber abgelehnt worden wären, jedoch als so genannten „De-facto-Flüchtlinge“ weiterhin geduldet worden seien.
Zweitens habe sich die ethnische Zusammensetzung der in die Bundesrepublik einreisenden Flüchtlinge stark gewandelt. Insbesondere seien mehr Menschen aus Osteuropa und dem zerfallenden, im Bürgerkrieg befindlichen Jugoslawien gekommen. Zudem wären mehr deutschstämmige Aussiedler aus Osteuropa sowie Personen jüdischer Herkunft aus der sich in Auflösung befindlichen Sowjetunion eingereist.
Drittens habe die in den 1980er Jahren seitens der Bundesregierung betriebene Asylpolitik, die Zuwanderung verhindern wollte, die Integration von Asylbewerbern massiv behindert und so eine gesellschaftspolitische Eigendynamik ausgelöst.
Vor diesem Hintergrund, so Herbert, gehöre und gehörte die Asyl- und Migrationspolitik zu den wichtigsten Themen der politischen Diskussionen in der Bundesrepublik. Auch bei der Bundestagswahl 1990 war das Thema – neben den Fragen der Deutschen Einheit – sehr präsent.

### Asylkompromiss vom 6. Dezember 1992

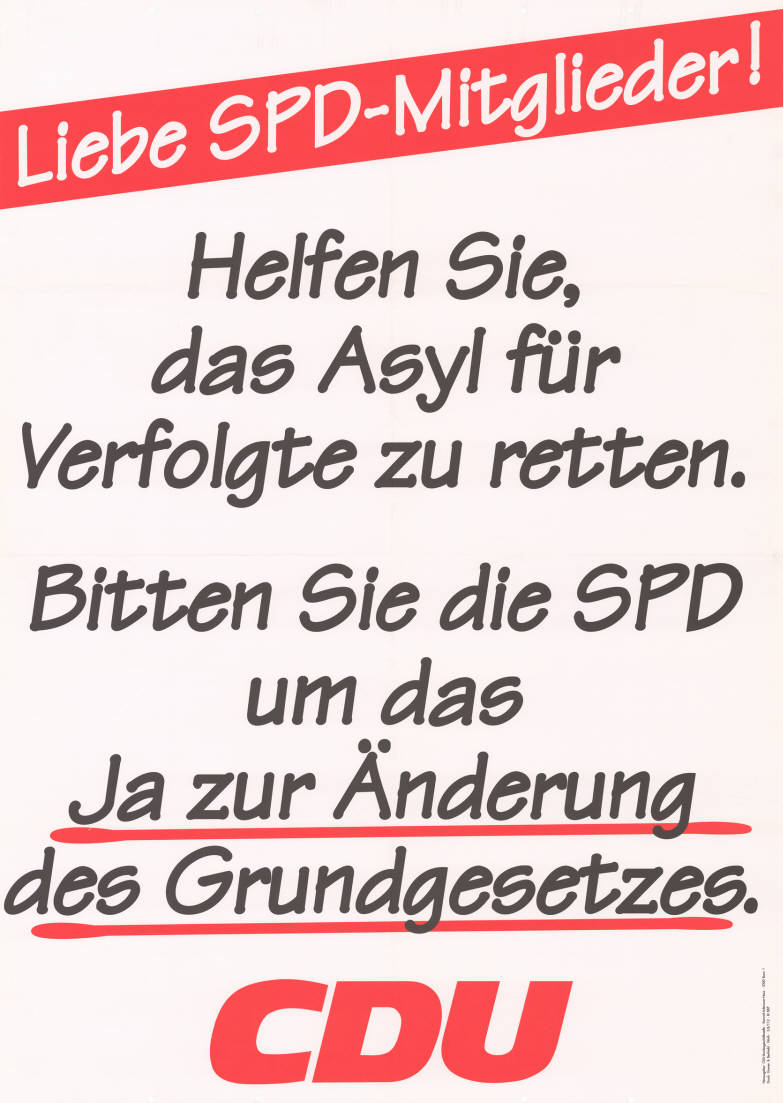
Plakat der CDU zur Asyldebatte (November 1992)

Aufgrund der beschriebenen Problematiken und steigender Flüchtlingszahlen Ende der 1980er/Anfang der 1990er Jahre, übte die Bundestagsfraktion der CDU/CSU Druck auf die mitregierende FDP- und die oppositionelle SPD-Bundestagsfraktion aus, um mittels einer Grundgesetzänderung das Asylrecht restriktiver zu gestalten.
Nach zahlreichen, vor allem parteiinternen Diskussionen und langwierigen Verhandlungen vereinbarten die Bundestagsfraktionen der CDU/CSU, FDP und SPD am 6. Dezember 1992 den sogenannten Asylkompromiss (auch Migrationskompromiss oder Nikolauskompromiss). Die Entscheidung gilt bis heute als eine der umstrittensten politischen Entscheidungen in der Geschichte der Bundesrepublik Deutschland. Die Inanspruchnahme des deutschen Asylrechts wurde erschwert, um das Asylsystem zu entlasten.
Die Vereinbarung sah vor allem vor, den betreffenden Artikel 16 im Grundgesetz neu zu fassen und mehrere Möglichkeiten der Einschränkung des Asylrechts zu schaffen. Als eine der Bausteine dieser Vereinbarung gilt die Regelung der sicheren Herkunftsstaaten. Sie schuf die Möglichkeit, bestimmte Länder als sicher einzustufen, um somit Asylanträge von aus diesen Ländern stammenden Menschen, als offensichtlich unbegründet – und damit innerhalb kürzerer Bearbeitungszeit – abzulehnen. Als Begründung führten die antragstellenden Fraktionen an:

„Absatz 3 [des neuen Art. 16a GG] eröffnet dem Gesetzgeber die Möglichkeit, verfolgungsfreie Herkunftsländer zu bestimmen. Das Grundgesetz gibt die wichtigsten Kriterien vor, aus denen die Verfolgungsfreiheit geschlossen wird. Daneben sind noch andere Kriterien heranziehbar, zu denen z. B. die Quote der Anerkennung im Verwaltungsverfahren in einem überschaubaren Zeitraum gehört. Freiheit von politischer Verfolgung muß grundsätzlich landesweit bestehen. Die gesetzliche Qualifizierung als sicherer Herkunftsstaat begründet eine widerlegbare Vermutung; der Ausländer kann geltend machen, entgegen der aus der gesetzlichen Bestimmung folgenden Regelvermutung ausnahmsweise politisch verfolgt zu sein. Eine dahin gehende Prüfung findet nur statt, wenn der Ausländer erhebliche Tatsachen substantiiert vorträgt.“

Als sicher gelten seitdem Staaten „bei denen (…) gewährleistet erscheint, dass dort weder politische Verfolgung noch unmenschliche oder erniedrigende Bestrafung oder Behandlung stattfindet.“ (Art. 16a GG). Die Reform zielte nicht nur auf eventuelle Missbrauchsfälle, sondern gegen jede Form des Asyls, womit die Logik des bundesdeutschen Asylrechts geändert wurde. Rechtstechnisch schuf die Regelung eine so genannte gesetzliche Vermutung für das Fehlen eines Asylgrundes, die im Einzelfall widerlegt werden kann, wobei die Beweislast beim Asylsuchenden liegt. Den Anwendungsbereich der Regelung legte der Gesetzgeber durch eine Verordnungsermächtigung in die Hände der Bundesregierung.
Die Grundgesetzänderung wurde am 26. Mai 1993 durch den Deutschen Bundestag beschlossen und anschließenden durch den Bundesrat bestätigt.

### Ergänzung des Asylverfahrensgesetzes
Parallel zur Änderung des Grundgesetzes beschlossen die Bundestagsfraktionen auch eine Novelle des 1992 neu gefassten Asylverfahrensgesetzes (heutige Bezeichnung: Asylgesetz), das die grundgesetzlichen Regelungen um weitere Bestimmungen ergänzt. Darin erfolgte die Einfügung des oben zitierten § 29a AsylG (Sicherer Herkunftsstaat) sowie die Ergänzung des Gesetzeswerkes um die Anlage II, in der die sicheren Herkunftsstaaten aufgelistet werden.
Welche Länder konkret in die Liste sicherer Herkunftsstaaten aufgenommen werden sollten, war Bestandteil intensiver Debatten zwischen den Bundestagsfraktionen. In der Beratung wurde zunächst der Auswärtige Ausschuss (bzw. dessen Unterausschuss Menschenrechte und Humanitäre Hilfe) um eine Empfehlung gebeten. Dieser empfahl die Länder Türkei (wobei die CDU/CSU vor der ersten Lesung des Gesetzes darauf verzichtete), Bulgarien, Ghana, Indien, Liberia, Nigeria, Pakistan, Rumänien, Togo, Zaire (heute DR Kongo).
Letztendlich beschloss der Bundestag am 30. Juni 1993 die Länder Bulgarien, Gambia, Ghana, Polen, Rumänien, Senegal, Slowakei, Tschechien und Ungarn als sicher einzustufen.

### 1995/96: Diskussion um Gambia, Ghana und Senegal
Im westafrikanischen Gambia putschte sich im Zuge von Soldatenprotesten der 29-jährige Leutnant Yahya Jammeh als Anführer der Armed Forces Provisional Ruling Council (AFPRC) im Juli 1994 an die Macht und setzte den regierenden Dawda Jawara ab. Im Oktober des gleichen Jahres verkündete Jammeh, den Ausnahmezustand bis 1998 zu verlängern.
Dies veranlasste mehrere westliche Staaten, u. a. die USA und die Staaten der Europäischen Union, die Finanzhilfen für das Land einzuschränken. Zudem beantragten daraufhin die regierenden Bundestagsfraktionen der CDU/CSU und der FDP am 18. Januar 1995 Gambia aus der Liste der sicheren Herkunftsländer zu streichen. Bundestag und Bundesrat stimmten der Gesetzesänderung am 16. Februar 1995 mit großer Mehrheit zu. Damit trat diese am 7. April 1995 in Kraft.
Während die Streichung Gambias kaum Widerspruch erregte, war die Diskussion zur Frage, ob Ghana ebenfalls noch sicher sei, intensiver. Die SPD-Bundestagsfraktion beantragte das Land aus der Liste zu streichen, da sie behauptete, die Bundesregierung habe den Bundestag falsch informiert. Nach Informationen von Amnesty International würden auch weiterhin Todesurteile in Ghana vollstreckt. In der Plenardebatte rechtfertigte Eduard Lintner, damaliger Parlamentarischer Staatssekretär im Bundesinnenministerium die Einstufung als sicher, mit dem Hinweis, dass Todesstrafen, sofern sie rechtmäßig und nicht politisch verhängt würden, durch die Genfer Flüchtlingskonvention gedeckt seien. In Ghana würde die Todesstrafe [nur] für ‚murder‘- Mord -, ‚treason‘ – Verrat -, ‚subversion‘ – Umsturz – und für bestimmte spezielle Formen des Raubes verhängt werden. Einschlägig sei in diesem Fall die Flüchtlingskonvention, auch wenn die Europäische Menschenrechtskonvention und das Grundgesetz die Todesstrafe ächteten. Der Antrag der SPD-Bundesfraktion wurde mit der schwarz-gelben Regierungsmehrheit am 14. November 1996 abgelehnt. Bereits davor hatte das Bundesverfassungsgericht der Bundesregierung in ihrer Einschätzung recht gegeben und Ghana als sicher beurteilt und damit die Klage einer ghanaischen Frau abgelehnt, die aufgrund der Teilnahme an einer Demonstration gegen den Abriss ihres Marktstandes politische Verfolgung fürchtete und in Deutschland Asyl beantragt hatte.
Senegal war 1993 als sicheres Herkunftsland eingestuft worden, obwohl bereits damals Zweifel seitens der oppositionellen SPD sowie von Amnesty International geäußert wurden. 1995 veranlasste die schwarz-gelbe Bundesregierung aufgrund der innenpolitischen Spannungen im Senegal die Streichung des Staates von der Liste der sicheren Herkunftsstaaten per Rechtsverordnung, die jedoch nur für ein halbes Jahr galt. Nach Ablauf der sechs Monate, sah der damalige Bundesinnenminister Manfred Kanther keine Notwendigkeit für eine Gesetzesänderung und damit eine dauerhafte Streichung des Landes. Insbesondere Amnesty International kritisierte dieses Vorgehen stark. Auch spätere, kleine Anfragen an die Bundesregierung bestätigten deren Sichtweise, die innenpolitische Konflikte bezögen sich vor allem auf die Casamance-Region, der Rest des Landes sei als sicher einzustufen.

### 2004/07: Austragen der in die EU beigetretenen Staaten
2004 bzw. 2007 verkürzte sich die Liste der sicheren Herkunftsländer drastisch, da Polen, Tschechien, die Slowakei, Ungarn, Rumänien und Bulgarien der Europäischen Union beitraten und damit diese per se als sicher eingestuft wurden.
Anzumerken ist, dass der Status als EU-Beitrittskandidat allein kein hinreichendes Kriterium für eine Einstufung als sicherer Herkunftsstaat ist.

### 2014: Einstufung von Bosnien-Herzegowina, Mazedonien und Serbien
Seit 2010 stieg die Zahl der Asylsuchenden in Deutschland stark an, nachdem diese zuvor in Folge des Asylkompromisses stark gesunken und 2006 ein Minimum erreicht hatten. Insbesondere Menschen aus Russland, dem Westbalkan (Albanien, Bosnien-Herzegowina, Serbien, Mazedonien), dem Irak, Syrien und Afghanistan ersuchten Asyl in Deutschland.
Da Kommunen und Länder finanziell und organisatorisch für die Aufnahme von Asylsuchenden verantwortlich sind, stellte diese die steigende Zahl an Menschen vor zunehmende Probleme. Auf Druck der Kommunen vereinbarten CDU, CSU und SPD im Koalitionsvertrag der 18. Wahlperiode nach der Bundestagswahl 2013:

„Wir wollen die Westbalkanstaaten Bosnien und Herzegowina, EjR Mazedonien und Serbien als sichere Herkunftsstaaten im Sinne von § 29a AsylG einstufen, um aussichtslose Asylanträge von Angehörigen dieser Staaten schneller bearbeiten und ihren Aufenthalt in Deutschland schneller beenden zu können. Wir wollen uns zugleich gegenüber den Regierungen dieser Staaten und der EU-Kommission dafür einsetzen, rasche und nachhaltige Schritte zur Verbesserung der Lebenssituation vor Ort zu ergreifen.“

Sinn der geplanten Gesetzesänderung war es demnach vor allem, die – laut Bundesregierung vergeblichen, da größtenteils abgelehnten – Asylanträge aus Bosnien-Herzegowina, Mazedonien und Serbien (noch) schneller ablehnen zu können. 2009/10 war die Visumspflicht für Menschen aus diesen Staaten seitens der Bundesregierung abgeschafft worden.
Die schwarz-rote Bundesregierung beschloss einen Gesetzentwurf für die Aufnahme jener drei Staaten (Bosnien-Herzegowina, Mazedonien und Serbien) auf Initiative des Bundesinnenministers Thomas de Maizière im April 2014. Während im Bundestag aufgrund der schwarz-roten Koalition eine große Mehrheit für das Gesetz stimmte, war die Zustimmung des Bundesrates aufgrund der zahlreichen Landesregierungen mit grüner Regierungsbeteiligung ungewiss, wobei die Parteiführung des Bündnis 90/Die Partei dem Gesetzesvorschlag skeptisch bis ablehnend gegenüber stand.
Der Gesetzgebungsprozess war von einer großen Diskussion um Rechte und Pflichten von und gegenüber Flüchtlingen in Deutschland geprägt. Die beiden Oppositionsfraktionen im Bundestag, Bündnis 90/Die Grünen sowie Die Linke, protestierten vehement gegen das Gesetz. Beide thematisierten vor allem die Lage der Roma in den Ländern, die, so Ulla Jelpke (Die Linke), als Minderheiten am Rande der Gesellschaft lebten und Opfer von rassistischen Übergriffen und Kampagnen seien. Ein Großteil der Asylsuchenden aus diesen drei Ländern sei Teil der Minderheit der Roma.
Auch zahlreiche Organisationen der Zivilgesellschaft, u. a. die Flüchtlingsorganisation Pro Asyl und die Menschenrechtsorganisation Amnesty International, protestierten gegen die Einstufung Bosnien-Herzegowinas, Mazedoniens und Serbiens als sichere Herkunftsländer. Ein Schutz der Roma in den Ländern sei nicht gewährleistet, ebenso wenig wie die formal garantierte Einzelfallprüfung. Zudem wäre die Argumentationsgrundlage für die Gesetzesänderung – steigende Flüchtlingszahlen und geringe Anerkennungsquote – gefährlich.
Im Vorfeld der Entscheidung des Bundesrats gab es direkte Verhandlungen über einen Kompromiss zwischen dem baden-württembergischen Ministerpräsidenten Winfried Kretschmann (Grüne) sowie Kanzleramtsminister Peter Altmaier (CDU), da die Stimmen Baden-Württembergs für eine Mehrheit im Bundesrat notwendig waren. Letztendlich beschloss der Bundesrat die Gesetzesänderung am 19. September 2014, da der baden-württembergische Ministerpräsident Winfried Kretschmann (Grüne) der Änderung ebenfalls zustimmte. Alle anderen Landesregierungen mit Regierungsbeteiligung der Grünen hatten das Gesetz abgelehnt oder sich enthalten. Kretschmann verteidigte seine Entscheidung mit den ebenfalls beschlossenen Verbesserungen für andere sich in Deutschland aufhaltende Flüchtlinge, unter anderem dem vereinfachten Zugang zum Arbeitsmarkt für Asylsuchende, der Lockerung der Residenzpflicht sowie der vorrangigen Auszahlung von Unterstützung in Geld- und nicht wie bisher in Sachleistungen.

### 2015: Einstufung von Albanien, Montenegro und Kosovo

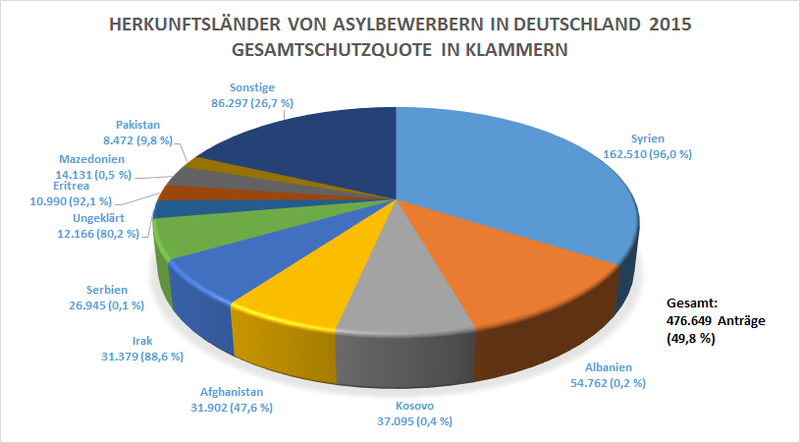
Herkunftsländer der Asylbewerber in Deutschland 2015 (Gesamtschutzquote in Klammern)

Bundeskanzlerin Merkel forderte im August 2015, die Standards der EU-Staaten mit Bezug auf Asyl aneinander anzugleichen und zu gemeinsamen Einschätzungen zu sicheren Herkunftsstaaten zu gelangen. Seit Jahren gibt es Versuche, sich auf eine gemeinsame EU-Liste sicherer Herkunftsstaaten zu einigen.
Angesichts der großen Zahl an Menschen, die 2015 nach Deutschland zu gelangen versuchten, stand dort eine erneute Erweiterung der Liste sicherer Herkunftsstaaten zur Debatte. In der Diskussion standen insbesondere Albanien, Montenegro und der Kosovo. Die Ministerpräsidenten von Montenegro und Kosovo wandten sich ihrerseits mit dem Wunsch um Anerkennung ihrer Staaten als „sicherer Herkunftsstaat“ an den Balkan-Beauftragten des Europäischen Parlaments.
Im Oktober 2015 wurden die Länder Albanien, Montenegro und Kosovo als weitere sichere Herkunftsstaaten in die Anlage des Gesetzes aufgenommen.

### 2016 bis 2023: Diskussion um Einstufung Algeriens, Tunesiens, Marokkos und Georgiens
Bei einem Treffen der Parteivorsitzenden der regierenden Großen Koalition im Januar 2016 einigte sich diese auf das Gesetzesvorhaben, Marokko, Algerien und Tunesien zu sicheren Herkunftsländern zu erklären. Medien werten dies als Reaktion auf die Ereignisse der Silvesternacht in Köln. In diesem Zusammenhang bereiste der deutsche Innenminister Thomas de Maizière im Februar/März 2016 die Länder Marokko, Algerien und Tunesien, um vor Ort mit Regierungsvertretern über eine vereinfachte Rückführung von Staatsbürgern dieser Länder zu verhandeln. Am 13. Mai 2016 verabschiedete der Bundestag das Gesetz  in unveränderter Fassung. Der Bundesrat vertagte seine für den 17. Juni 2016 vorgesehene Beratung über seine Zustimmung zum Entwurf.
Die Grünen sind an einigen Koalitionsregierungen auf Länderebene beteiligt (→ Liste); sie können bewirken, dass diese Landesregierungen sich bei der Bundesratsabstimmung enthalten. Am 19. Dezember 2016 verübte ein Mann einen Anschlag in Berlin, indem er mit einem geraubten LKW in eine Menschenmenge auf dem Weihnachtsmarkt an der Gedächtniskirche fuhr. Dringend tatverdächtig ist ein Tunesier namens Anis Amri, dessen Abschiebung nach Tunesien zweimal scheiterte.  Nach dem Anschlag rief Bundesinnenminister de Maizière die Grünen dazu auf, ihren Widerstand im Bundesrat gegen das vom Bundestag beschlossene Gesetz aufzugeben. In seiner Sitzung am 10. März 2017 lehnte der Bundesrat den Gesetzesentwurf ab. Bundesregierung und Bundestag konnten noch den Vermittlungsausschuss anrufen.
Am 18. Juli 2018 unternahm die Bundesregierung einen neuen Anlauf, Tunesien, Marokko und Algerien sowie nun auch Georgien als sichere Herkunftsländer einzustufen und beschloss einen entsprechenden Gesetzentwurf von Bundesinnenminister Horst Seehofer (CSU). Das Vorhaben muss zunächst vom Bundestag beraten und beschlossen werden, anschließend muss auch der Bundesrat zustimmen. Am 18. Januar 2019 beschloss der Deutsche Bundestag die Einstufung Algeriens, Tunesiens, Marokkos und Georgiens als sichere Herkunftsstaaten. Eine Zustimmung des Bundesrates galt als wenig wahrscheinlich, da die in mehreren Bundesländern an der Regierung beteiligten Grünen den Entwurf ablehnten. Nachdem sich die Regierungen Schleswig-Holsteins und Hessens gegen das neue Gesetz entschlossen hatten, beantragten sie die Abstimmung im Bundesrat von der Tagesordnung des 15. Februar 2019 zu streichen, um so ein Scheitern zu verhindern.
Seit Dezember 2019 planen die Parteien CDU und bayerische CSU die Liste der Sicheren Herkunftsstaaten durch ein neues Gesetz zu erweitern, wobei sie keine Zustimmung des Bundesrates für dieses Gesetz vorsehen. Als weitere Sichere Herkunftsstaaten sollen Marokko, Algerien, Tunesien, Georgien, Armenien, Gambia und Elfenbeinküste eingestuft werden. In einem weiteren gesetzgeberischen Schritt sollen Mongolei, Indien und Liberia als Sichere Herkunftsstaaten eingestuft werden. Ebenso fordern die politischen Parteien FDP und AfD die Liste der Sicheren Herkunftsstaaten um die Maghreb-Staaten zu erweitern.
Im April 2023 befürworteten unter anderem der SPD-Bürgermeister Peter Tschentscher aus Hamburg, CDU-Ministerpräsident Michael Kretschmer aus Sachsen, CDU-Ministerpräsident Reiner Haseloff aus Sachsen-Anhalt sowie CDU-Ministerpräsident Boris Rhein aus Hessen die Ausweitung der Sicheren Herkunftsstaaten auf Georgien und die drei Maghrebstaaten. Ebenso fordern dies unter anderem im Mai 2023 CSU-Ministerpräsident Markus Söder aus Bayern und SPD-Ministerpräsident Dietmar Woidke aus Brandenburg.

### 2023: Einstufung von Georgien und Moldau
Seit 23. Dezember 2023 gelten Georgien und die Republik Moldau als sichere Herkunftsstaaten.

## Gerichtliche Bewertung
1996 befasste sich das Bundesverfassungsgericht in zwei Entscheidungen mit dem Prinzip der sicheren Herkunftsstaaten, dem Prinzip der sicheren Drittstaaten und der Asylrechtsverschärfung von 1992/93 im Allgemeinen. Die Antragsteller stellten vor allem in Frage, inwiefern der Art. 16a trotz der sogenannten Ewigkeitsklausel (Art. 79 GG) habe verändert werden können und inwiefern die §§ 18, 26a, 31 und 34a AsylVfG (damalige Bezeichnung des AsylG) grundgesetzkonform seien.
Das Gericht wies alle Klagen zurück und begründete dies vor allem hinsichtlich des zweiten Punktes wie folgt:

„Mit der Reform des Asylrechts hat der verfassungsändernde Gesetzgeber eine Grundlage geschaffen, um durch völkerrechtliche Vereinbarung der Zuständigkeit für die Prüfung von Asylbegehren und die gegenseitige Anerkennung von Asylentscheidungen eine europäische Gesamtregelung der Schutzgewährung für Flüchtlinge mit dem Ziel einer Lastenverteilung zwischen den an einem solchen System beteiligten Staaten zu erreichen (Art. 16a Abs. 5 GG). Unbeschadet derartiger Regelungen auf der Ebene des Völkerrechts berücksichtigt er in Art. 16a Abs. 2 GG die aus den weltweiten Flucht- und Wanderungsbewegungen entstehende Lage und wendet sich deshalb von dem bisherigen Konzept ab, die Probleme, die mit der Aufnahme von politischen Flüchtlingen verbunden sind, allein durch Regelungen des innerstaatlichen Rechts zu lösen. Er geht unverändert von einem Bedürfnis nach Gewährung von Schutz vor politischer Verfolgung aus, verweist aber asylbegehrende Ausländer auf den anderweitigen Schutz, den sie in einem sicheren Drittstaat erlangen können.“

Das zweite Urteil – bzgl. der sicheren Herkunftsstaaten – erfolgte jedoch mit drei (abweichenden) Sondervoten (Jutta Limbach, damalige Gerichtspräsidentin, sowie Ernst-Wolfgang Böckenförde und Bertold Sommer). Insbesondere Limbach kritisierte den dem Gesetzgeber gewährten Einschätzungs- und Wertungsspielraum und die Problematik, die Einstufung von sicheren Herkunftsstaaten nachvollziehbar zu gestalten. Vor allem kritisierte sie dies hinsichtlich der Tatsache, dass mit einer Einstufung der Gewährleistungsinhalt des Asylgrundrechts eingeschränkt werden würde und sich ein Staat nur schwer über die Rechtspraxis und Stabilität der politischen Verhältnisse in einem anderen Staat informieren könne.
Im November 2014 äußerte das Verwaltungsgericht Münster erhebliche Bedenken bezüglich der Sicherheit für Roma-Flüchtlinge in Serbien und stellte die Einstufung des Landes in Frage.

## Kritik

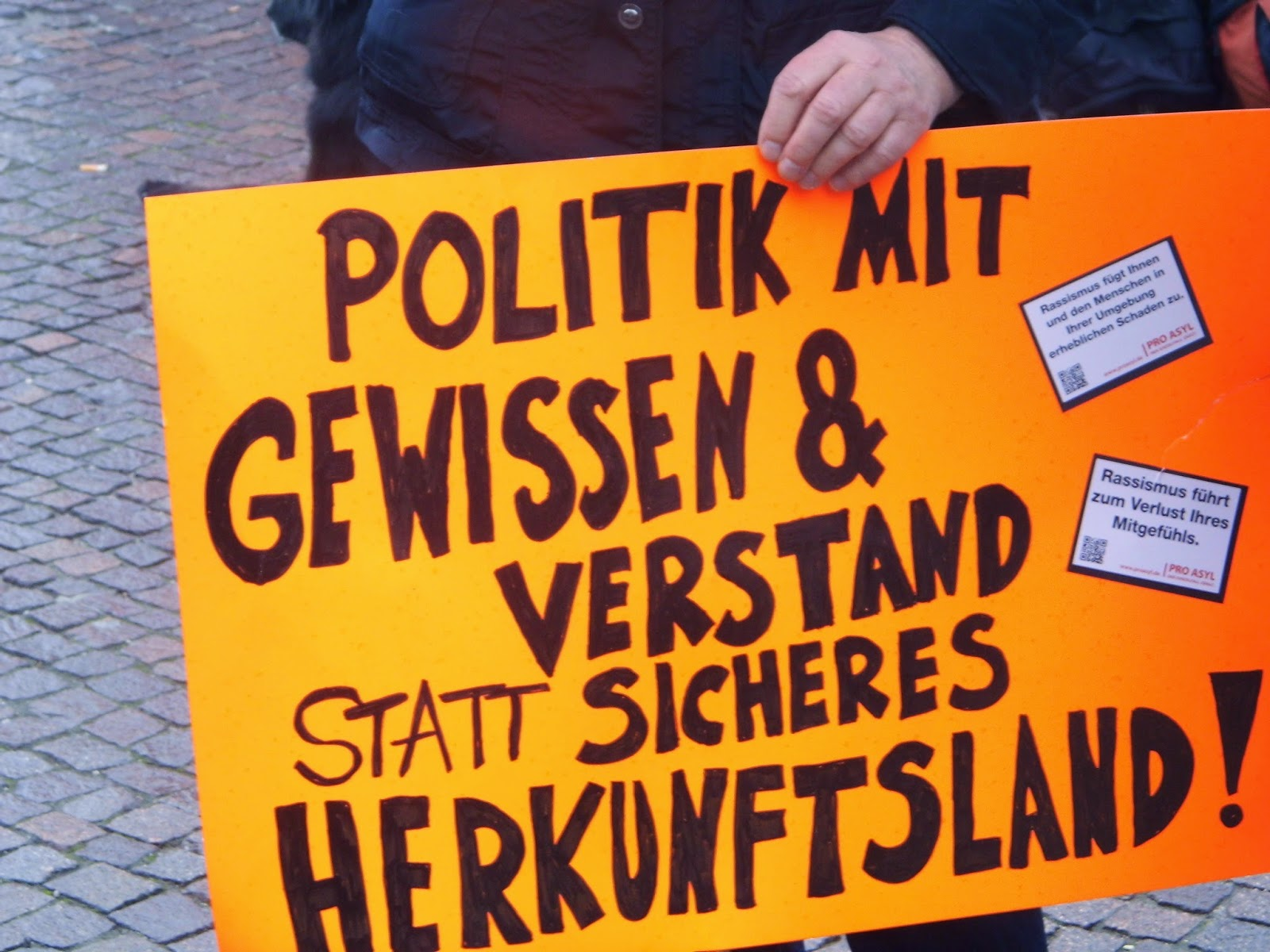
Gesetzgebung zu den Sicheren Herkunftsstaaten wird oft – beispielsweise auf Asylpolitik-bezogenen Demonstrationen – kritisiert

Die Kritik an dem Prinzip der sicheren Herkunftsstaaten bezieht sich vor allem auf den Punkt der Pauschalurteile über Asylsuchende aufgrund ihrer Herkunft, die eine Einzelfallprüfung de facto unterhöhlt. Darüber hinaus wird der vage Begriff der Sicherheit bestimmter Länder und die Kriterien für eine entsprechende Einordnung kritisiert.
Einer der Hauptkritikpunkte an dem Prinzip ist, dass es lediglich dazu diene, Asylanträge beschleunigt abzulehnen und Asylsuchende somit schneller abzuschieben. Eine gesetzlich garantierte Einzelfallprüfung sei so nicht möglich, die Einspruchsfrist betrage laut Gesetz lediglich eine Woche. Könne das begründete Ersuchen von Asyl nicht belegt werden, bestünde unverzügliche Ausreisepflicht, Klagen hätten keine aufschiebende Wirkung, sodass eventuelle Prozesse aus dem Ausland zu führen seien. So sei das Prinzip der sicheren Herkunftsstaaten als solches nicht nachvollziehbar, denn allein die Herkunft eines Asylsuchenden könne nicht über dessen Verfolgung bzw. Verfolgungsfreiheit entscheiden. Das Prinzip der sicheren Herkunftsstaaten widerspreche somit grundsätzlich dem als Individualrecht konzipierten Asylrecht.
Ein weiterer Kritikpunkt ist, dass im Grundgesetz sowie im Asylgesetz kein genaues Verfahren zur Einschätzung und Einstufung der Sicherheit festgelegt sei, was dies letztendlich zu einer willkürlichen, politischen Entscheidung mache. Im Grundgesetz würden nur Prüfkriterien vorgegeben, eine Einholung bestimmter Auskünfte oder die Ermittlung genau bezeichneter Tatsachen sei nicht festgeschrieben.